# Saint-Denis-des-Puits
Saint-Denis-des-Puits – miejscowość i gmina we Francji, w Regionie Centralnym, w departamencie Eure-et-Loir.
Według danych na rok 1990 gminę zamieszkiwało 81 osób, a gęstość zaludnienia wynosiła 6 osób/km² (wśród 1842 gmin Regionu Centralnego Saint-Denis-des-Puits plasuje się na 1048. miejscu pod względem liczby ludności, natomiast pod względem powierzchni na miejscu 963.).